# Arpa eolia
L'arpa eolia o eolica è uno strumento musicale cordofono ad aria.
Si tratta di uno strumento musicale molto particolare nel suo genere, in quanto le corde non vengono fatte vibrare meccanicamente dall'uomo, ma dal vento: tale caratteristica comporta che le melodie prodotte da un'arpa eolica siano sempre diverse e casuali.

## Storia
Secondo la mitologia greca, ad inventarla fu proprio il dio dei venti, Eolo; ma strumenti simili ad essa erano già noti, oltre che alla civiltà greca, anche ad altre società primitive.
Il primo a descrivere questo strumento fu il filosofo e gesuita tedesco Athanasius Kircher (1602–1680), autore del libro Phonurgia nova, sive conjugium mechanico-physicum artis & natvrae paranympha phonosophia concinnatum del 1673.
La produzione e diffusione "moderna" dello strumento nel mondo occidentale risale al XVII secolo. Essa si limitò nella sua diffusione solo all'Inghilterra, alla Germania e alla regione francese dell'Alsazia, dove artigiani si specializzarono nel costruire diversi esemplari, destinati alla case di privati cittadini.

## Caratteristiche
L'arpa eolia, in epoca romantica, era solitamente costituita da otto corde di budello (ma il numero poteva variare da quattro a più di sedici), tutte di eguale lunghezza, ma con differenti tensioni. Esse venivano fissate lungo una cassa di risonanza di legno generalmente di forma rettangolare, mediante due ponticelli. Tali corde, la cui tensione veniva regolata attraverso piroli tiracorda posti su uno dei due ponticelli, avevano la caratteristica di poter entrare in vibrazione quando lo strumento veniva esposto all'azione del vento. Al centro della cassa armonica, erano presenti dei fori, generalmente uno o due, che permettevano al suono prodotto dalle corde, e amplificato dalla cassa stessa, di fuoriuscire dallo strumento, divenendo così udibile.

## Influenze nella letteratura
Considerato il più romantico tra gli strumenti musicali, l'arpa eolia divenne in quegli anni il simbolo dell'estetica romantica dei paesi anglosassoni.
Essa venne descritta in due poesie di Samuel Taylor Coleridge e in un romanzo di William Heinesen, oltre che in Lolita di Vladimir Nabokov. Una lira, che è un altro nome per indicare l'arpa eolia, è citata in un'ode di Percy Bysshe Shelley, Al vento di ponente. Un altro scrittore che citò questo strumento in una sua opera fu Ian Fleming.
È descritta anche nel libro di C. Potok L'arpa di Davita.

## Influenze nella musica
Fryderyk Chopin fu il primo compositore ad ispirarsi a questo strumento (Studi per piano, Opera 25, n.1 in La bemolle maggiore).
Un altro compositore fu Sergei Ljapunov (Op. 11 n. 9 di Studi musicali), che, nell'accompagnamento del tremolo, sembra imitare il suono dell'arpa eolica.
Anche altri compositori contemporanei si ispirarono all'arpa eolia, come Hector Berlioz, Henry Cowell, Giovane Thomas e il sassofonista jazz Jan Garbarek, che, in una sua registrazione, ha usato lo strumento collocato su un fiordo norvegese. Mario Bertoncini ha costruito e installato alcune arpe eoliche negli anni '80 a Berlino, e ha utilizzato questo strumento in sue importanti composizioni.

## Arpe eoliche pubbliche

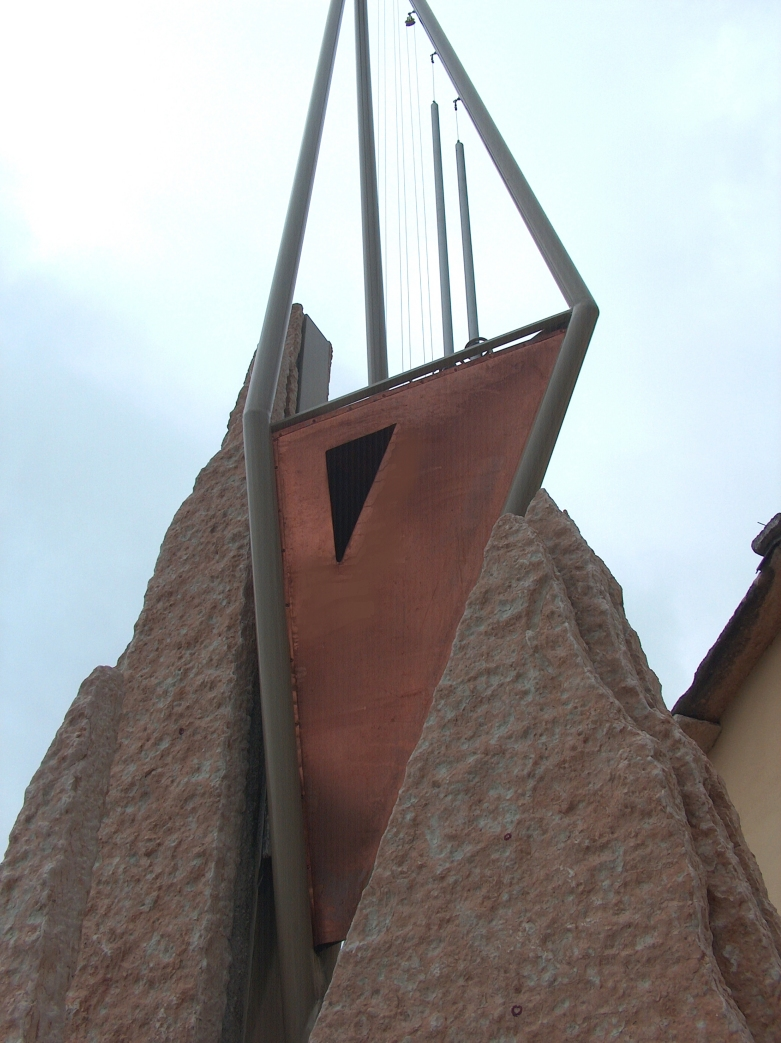
Arpa eolica di Mazzano

- Arpa eolica di MazzanoA Negrar di Valpolicella, in provincia di Verona, è possibile visitare una moderna arpa eolica monumentale alta sei metri e settanta centimetri realizzata in memoria dei Caduti di guerra e sul lavoro[1]. La grande scultura sonora, ideata dall'architetto e designer Giuseppe Ferlenga, è ubicata negli spazi attigui alla chiesa parrocchiale di Mazzano. Lo strumento, inaugurato nel novembre del 2015, poggia su di un basamento di Pietra di Prun ed è composto da un telaio realizzato con tubolari d'acciaio che inglobano una cassa armonica di rame. L'impianto sonoro è composto da sei corde di differenti lunghezze e materiali. In presenza di vento, l'arpa eolica di Mazzano è in grado di produrre suoni melodiosi udibili a circa 3 - 4 metri di distanza. Dal punto di vista dell'arte contemporanea, l'arpa eolica di Mazzano può essere considerata un esempio di scultura rientrante nella corrente artistica Generative Art, quella nicchia dell'arte dove l'intervento dell'artista non è quello di sviluppare un'opera conclusa, ma di realizzare un lavoro in grado di completarsi soltanto generando altra arte; nel caso del monumento di Mazzano, l'arte che viene generata dall'opera artistica è composta dai suoni e dalla musica creati dal vento.

- Omero Vanin, musicoterapeuta e artista, ha voluto sperimentare gli effetti delle vibrazioni sonore installando trenta arpe eoliche nel vigneto di Casa Belfi a San Polo di Piave (Treviso). Lo studio/esperimento si basa sui principi musicali dell'antica India e ha come scopo il portare alle viti un massaggio sonoro per ottenere una crescita armoniosa dei frutti e della pianta stessa. Le arpe sono composte di quattro corde ognuna, accordate all'unisono, e solo alcune sono accordate su specifici salti di tonalità. L'effetto sonoro è molto suggestivo per la casualità e l'armonia dei suoni, che cambiano in base alla potenza e alla direzione dei venti. L'installazione è permanente e sempre visitabile dall'aprile del 2017.